# Ричард и Мэри Паркер
Ри́чард и Мэ́ри Па́ркер (англ. Richard and Mary Parker) — персонажи американских комиксов издательства Marvel Comics. Наиболее известны как родители Питера Паркера, супергероя Человека-паука.
На протяжении многих лет с момента первого появления в комиксах персонажи появились в других медиа продуктах, в том числе: фильмы, мультсериалы и видеоигры. В дилогии Марка Уэбба их сыграли Кэмпбелл Скотт и Эмбет Дэвидц. В фильме Вселенной Человека-паука от Sony «Мадам Паутина» роль Мэри исполнила Эмма Робертс.

## История публикаций
Ричард и Мэри Паркер были созданы сценаристом Стэном Ли и художником Ларри Либером. За много лет до The Amazing Spider-Man Annual # 5 (опубликованного в 1968 году) не было никаких разъяснений о том, почему Питера Паркера воспитывали его тётя и дядя, тогда как его родители появлялись только в воспоминаниях и на фотографиях. Оказалось, что Ричард и Мэри Паркер были убиты Альбертом Маликом, который был одним из преемников Иоганна Шмидта, известного как Красный Череп.
В The Amazing Spider-Man #365 (Август, 1992), посвящённом 30-летию Человека-паука, вновь появились родители Питера. Тем не менее, два года спустя, в #388 (Апрель, 1994), выяснилось, что они были андроидами, созданными Хамелеоном, и были уничтожены.
В романе Mary Jane говорится, что они погибли в авиакатастрофе, когда летели в Швейцарию, чтобы обнародовать какое-то важное открытие, сделанное Ричардом. Питер пытается понять, что это было за открытие, но терпит неудачу, так как не может разгадать замысел Ричарда. В июле 1997 года в Untold Tales of Spider-Man #-1, написанном Роджером Стерном и проиллюстрированном Джоном Ромитой-старшим, происхождение персонажей было расширено. С тех пор они редко появлялись на страницах комиксов.

## Биография вымышленных персонажей
Капитан Ричард Паркер, солдат спецназа армии США и младший брат Бена Паркера, был завербован Ником Фьюри, будущим директором Щ.И.Т.а, в ЦРУ.
Мэри Фицпатрик была дочерью агента УСС «Дикого Уилла» Фицпатрика. Она училась в лучших школах и в конце концов пошла по стопам отца, став переводчиком ЦРУ и аналитиком данных.
Ричард и Мэри познакомились на работе, после чего полюбили друг друга и поженились. Впоследствии Мэри стала полевым агентом, как и Ричард, из-за чего они часто действовали под прикрытием в качестве супружеской пары. Им поручили расследовать дело баронессы Аделисии фон Крупп, захватившей агента «дружественной державы», которым оказался Логан, он же Росомаха, канадский оперативник по прозвищу «Агент Икс». Они спасли Логана от баронессы и барона Вольфганга фон Штрукера. После этой миссии они обнаружили, что Мэри беременна. Считается, что они также были родителями Терезы Паркер, которая пошла по их стопам в качестве агента ЦРУ, однако их родство не было подтверждено.
Их сын Питер часто оставался на попечении Бена и его жены Мэй, когда Ричард и Мэри отправлялись на задания. После смерти Ричарда и Мэри, Бен и Мэй вырастили Питера как собственного сына.
Во время миссии по разоблачению Альберта Малика, третьего Красного Черепа, они выдавали себя за предателей и двойных агентов, чтобы проникнуть в его преступную организацию в Алжире и, в конечном итоге были раскрыты. Малик приказал убить обоих, в результате чего их самолёт разбился. Впоследствии они были объявлены пропавшими без вести / предположительно погибшими в авиакатастрофе, так как среди останков были обнаружены два обгоревших тела.
Годы спустя, сын Ричарда и Мэри, Питер, вырос и стал Человеком-пауком. Хотя у него были лишь смутные воспоминания о своих родителях, его тётя и дядя делились с ним фотографиями и счастливыми воспоминаниями о Ричарде и Мэри, однако не раскрывали свою веру в то, что те предали свою страну. Когда Питер узнаёт об этом, он отправляется в Алжир. Там Паркер находит Малика, который посылает Финишера убить Человека-паука. Человек-паук направляет ракету Финишера против него, убивая своего оппонента, но не раньше, чем обнаруживает, что Ричард и Мэри на самом деле невиновны в предъявленных им обвинениях. Человек-паук возвращается в Америку с уликами и очищает имена своих родителей.
Спустя годы Хамелеон, работая на Гарри Озборна, создал андроидов, которые переняли личность и внешность Ричарда и Мэри. Эти андроиды являлись практически идеальными роботизированными копиями мёртвых родителей Питера, и им удалось убедить его, что они на самом деле находились в плену за границей большую часть его жизни. Тётя Мэй сохраняла некоторые подозрения, поскольку те не обладали некоторыми воспоминаниями Ричарда и Мэри. Когда Питер обнаружил, что они были фальшивыми, у него случился нервный срыв. Андроидам было приказано атаковать Паркера, однако двойник Мэри, разделяющий любовь оригинала к своему сыну, вместо этого спасла его. Ни один из андроидов не пережил инцидент. После битвы с Хамелеоном Человек-паук выяснил, что за обманом стоял Гарри Озборн, который пытался отомстить за своего предположительно погибшего отца, Нормана Озборна. Со временем Человек-паук стал психически неуравновешенным вплоть до того, что едва не оказался на грани смерти.

## Альтернативные версии

### Trouble
В 2003 году была выпущена ограниченная серия комиксов под названием Trouble от сценариста Марка Миллара и художника Терри Додсона. История позиционировалась как «правдивое происхождение Человека-паука», главными героями которой выступили Ричард, Мэри, Бен и Мэй. По сюжету, именно Мэй стала биологической матерью Питера, а не Мэри. Серия была названа одним из худших ретконов комиксов о Человеке-пауке.

### Ultimate Marvel
Во вселенной Ultimate Marvel Ричард «Рэй» Паркер был учёным-биологом. Он и Мэри предположительно погибли в авиакатастрофе, когда Питеру было 6 лет. Перед катастрофой Ричард вместе со своим другом Эдди Броком-старшим, отцом друга детства Питера Эдди Брока-младшего, работали над лекарством от рака в виде биологического костюма, который мог бы восстанавливать тело хозяина. Он записал серию кассет, адресованных Питеру, в которых рассказал о своих опасениях, что костюм будет использоваться как оружие, а не как лекарство. В Ultimate-вселенной костюм оказался аналогом симбиота Венома. Ричард был широко известен в кругу других учёных, включая доктора Курта Коннорса, Джанет ван Дайн и Хэнка Пима из Алтимейтс, Сьюзан Сторм и Рида Ричардса из Фантастической четвёрки. В Ultimate Spider-Man #100 состоялось возвращение Ричарда Паркера. Он рассказал, что Боливар Траск, человек, ответственный за прекращение проекта лечения, снова собрал исследовательский персонал. У Ричарда были сомнения по поводу работы над проектом, поскольку он знал, что разработанный им костюм будет использоваться в качестве оружия, и он решил не садиться в самолёт. Позже, в выпуске #103, доктор Отто Октавиус признался, что «Ричард Паркер» был состарившемся клоном Питера, что позже подтвердилось, когда Сьюзан Сторм провела тест ДНК Ричарда и обнаружила, что она идентична ДНК его «сына». Из-за ускоренного распада, «Ричард Паркер» погиб на глазах у Невидимой леди.
В Ultimate Origins #4, действие которого происходит за 15 лет до текущей временной шкалы Ultimate, было раскрыто, что Ричард был нанят правительством США и Ником Фьюри в рамках проекта по воссозданию сыворотки суперсолдата. Ричард работал вместе с коллегами-учёными, Хэнком Пимом, Франклином Стормом и Брюсом Бэннером. Ричард и Мэри получили тяжёлые ранения, когда последний превратился в Халка и разрушил исследовательский комплекс.
Художник Марк Багли рисовал Ultimate-версию Ричарда Паркера на основе Питера Паркера Джоны Ромиты-старшего и Гила Кейна в конце 1960-х и начале 1970-х годов.

## Вне комиксов

### Телевидение
- Ричард и Мэри Паркер появляются в мультсериале «Человек-паук» 1994 года. В эпизоде «Доктор Стрэндж» они предстают как иллюзии, созданные Бароном Мордо, когда тот использует свои силы на Питере Паркере. В сюжетной арке 5 сезона «Шесть забытых воинов» выясняется, что они были шпионами, исследующими машину под названием «Устройство судного дня», созданную Красным Черепом в России. Узнав от Ника Фьюри из Щ.И.Т.а, что его родители были предателями, Питер отправился в Россию и очистил их имена.
- В мультсериале «Новые приключения Человека-паука» 2008 года отцы Питера и Эдди Брока упоминаются как учёные, которые работали вместе. Родители Паркера и Брока погибли в авиактастрофе.
- Ричард Паркер кратко упоминается в эпизоде «Большая сила» мультсериала «Великий Человек-паук» 2012 года.
- Ричард и Мэри упоминаются Питером Паркером, хотя и не по именам, в пятом эпизоде мультсериала «Что, если…?», действие которого происходит в Кинематографической вселенной Marvel, в качестве близких, которых он потерял, включая дядю Бена, Тони Старка и Хэппи Хогана.
- Ричард Паркер появляется в финальной сцене 1 сезона сериала «Ваш дружелюбный сосед Человек-паук», будучи заключённым.

### Кино
- Кэмпбелл Скотт и Эмбет Дэвидц сыграли Ричарда и Мэри Паркер в фильмах «Новый Человек-паук» 2012 года и «Новый Человек-паук. Высокое напряжение» 2014 года[2]. Ричард работал в организации «Озкорп» и проводил совместные эксперименты с Куртом Коннорсом и Норманом Озборном. Осознав, что Озборн и его люди планируют использовать его труды в качестве оружия, Ричард и Мэри были вынуждены бежать из страны. Прежде чем сесть в самолёт, они оставили своего маленького сына Питера на попечении у Бена и Мэй Паркер. В самолёте на них напал мужчина, выдававший себя за пилота, который пристрелил Мэри. Победив наёмника, Ричард успел загрузить данные на сервер под названием «Рузвельт», после чего погиб в авиакатастрофе. Годы спустя, повзрослевший Питер обнаружил послание Ричарда в его секретной лаборатории и узнал, что наделивший его суперспособностями паук был оснащён ДНК Ричарда. В альтернативной концовке картины 2014 года выясняется, что Ричард выжил. Он подходит к Питеру на кладбище, когда тот оплакивает свою погибшую девушку Гвен Стейси. Раскрыв обстоятельства своего спасения, Ричард вдохновляет сына вернуться к деятельности супергероя Человека-паука и произносит фразу: «С большой силой приходит большая ответственность»[22].
- Эмма Робертс сыграла Мэри Паркер в фильме «Мадам Паутина» 2024 года. Она показана беременной и говорит о своём муже Ричарде то, что он постоянно уезжает в командировки в другие страны.

### Видеоигры
Ричард и Мэри Паркер появляются в игре Ultimate Spider-Man, где Ричарда озвучил Лорен Лестер. Ричард и Эдди Брок-старший работали над созданием Венома, биологического костюма, способного исцелять своего носителя от смертельной болезни. Тем не менее, костюм оказался слишком нестабильным, отчего Ричард и Эдди так и не закончили работу над ним из-за подписания контракта с Боливаром Траском, по вине которого учёные потеряли право собственности на костюм, и вскоре после этого оба погибли в авиакатастрофе. В воспоминаниях в конце игры выясняется, что виновником аварии был Эдди Брок-старший, который надел нестабильный костюм Венома, из-за чего потерял контроль из-за несовместимости с ним и убил пилота. Мэри Паркер также находилась на борту самолёта и была одной из трёх выживших в авиакатастрофе, но вскоре умерла в машине скорой помощи, не успев рассказать о том, что произошло.

### Романы
Ричард и Мэри Паркер появляются в трилогии «Зловещая шестёрка» («Собрание Зловещей шестёрки», «Месть Зловещей шестёрки» и «Тайна Зловещей шестёрки») Адама-Троя Кастро. Человек, известный как Джентльмен — всемирно известный преступный гений, которому перевалило за 90 лет, выражает сильное презрением к человечеству, а также является братом убийцы Красного Черепа Финишера. Выясняется, что Джентльмен несёт ответственность за смерть Ричарда и Мэри, когда он раскрывает свою истинную личность Красному Черепу. Также была высказана версия, что у Человека-паука была старшая сестра: подопечная Джентльмена, молодая женщина по имени Пити, способная карабкаться по стенам, обладающая уровнем силы, примерно равным Человеку-пауку, и способная создавать «тьму», затмевающую поле зрение людей поблизости от неё. В конце трилогии Питер Паркер встречает Логана, который раскрывает, что регулярно работал бок о бок с Паркерами над совместными миссиями американских и канадских секретных служб. Извести о том, что Логан был первым, кто поздравил Ричарда после того, как тот узнал о беременности Мэри, побудило Питера сказать: «Росомаха практически мой дядя». Также Логан отрицает связь Пити и Питера, поскольку найденные Питером фотографии его родителей с маленькой девочкой на самом деле были частью долгосрочной операции по прикрытию ещё до рождения Питера.